# María Ángeles Pérez López
María Ángeles Pérez López (Valladolid, 1967) es una poeta en lengua castellana, editora, profesora e investigadora española. Es profesora titular de Literatura Hispanoamericana en la Universidad de Salamanca. Como poeta, ha recibido varios galardones, entre los que destacan el Premio Nacional de la Crítica por Incendio mineral (2021), en publicación bilingüe en Estados Unidos (Mineral Fire, 2025) y los Premios de la Fundación José Hierro y “Meléndez Valdés” por Libro mediterráneo de los muertos (2023). 

## Biografía
Ha residido casi toda su vida en Salamanca. Realizó su tesis doctoral en 1996 sobre Narrativa y modernidad en Vicente Huidobro (1929-1942). Claves para un acercamiento, por la que obtuvo el Premio Extraordinario de Doctorado de la Universidad de Salamanca.
Ha prologado y editado antologías de Nicanor Parra (Páginas en blanco), Juan Gelman (Oficio ardiente) y Ernesto Cardenal (Hidrógeno enamorado) con motivo del Premio Reina Sofía de Poesía Iberoamericana. Ha editado las poesías completas de Francisca Aguirre y Ernesto Cardenal. Ha formado parte de diversos jurados literarios, entre ellos el del Premio Miguel de Cervantes en su edición de 2007. De 2008 a 2012 coordinó el ciclo de poesía "Intersecciones" del Servicio de Actividades Culturales de la Universidad de Salamanca.
Ha sido profesora visitante en la Universidad James Madison y en la Universidad de Washington, entre otras.
Su actividad como poeta desde 1997 la ha llevado a la primera línea de la poesía española contemporánea. Es autora de varios libros premiados y traducidos a otras lenguas, entre ellos La sola materia (1998), Carnalidad del frío (2000) o Incendio mineral (2021), por el que recibió en 2022 el Premio de la Crítica de poesía castellana. Antologías de su obra han sido publicadas en Caracas, Ciudad de México, Quito, Nueva York, Monterrey, Bogotá, Lima, Buenos Aires y Honduras; también, en edición bilingüe, en Italia y Portugal. De la poesía de Pérez López ha escrito el poeta y crítico Eduardo Moga que "investiga minuciosamente en la forma y la sustancia de las cosas, se sumerge en los tumultos del cuerpo y se afana por decir su sexualidad, esto es, por trasladar sus estremecimientos ensangrentados a la piel de la página". José María Balcells ha afirmado lo siguiente:
La prevalencia de la corporeidad de género en la poesía de Pérez López se hace explícita en virtud del extraordinario protagonismo que los sujetos femeninos van adquiriendo a lo largo de sus libros, en especial a medida que progresa su trayectoria literaria desde La sola materia. En [...] Atavío y puñal, y a través de perfiles diferenciados de mujeres, se indaga poéticamente en la condición de la mujer en contextos societarios y temporales distintos, atisbándose una posible condición humana de espectro muy generalizable y vislumbrada desde microcosmos individuales y anecdóticos de arraigo y pertenencia.
Se ha asociado la poesía de la autora con el tema del tiempo, del cuerpo y su relación con el pasado y la memoria; con un "sentimiento de responsabilidad histórica"; con la exploración a través de la conciencia de la fragmentación del sujeto; y con el "continuo cuestionamiento de un lenguaje donde no se siente reconocida". Sería, así, autora de una "poesía que ofrece vías de resistencia" y reivindica "el cuerpo como significante abierto". A propósito de Atavío y puñal, Nieves Muriel afirma que la poesía de Pérez López "trata del sentido libre de la experiencia femenina, de la conciencia del mundo y la libertad, del deseo de decir atravesado por los fragmentos que recomponen la historia y la memoria pero como aletheia", y concluye: "Cuando el tener sentido coincide con el ser verdad, es ahí donde la escritura de esta otra poeta se vuelve envidiable".
Desde julio de 2016, Pérez López es miembro correspondiente de la Academia Norteamericana de la Lengua Española  y desde diciembre de 2016 es miembro de la Academia de Juglares de Fontiveros e hija adoptiva de Fontiveros. Forma parte del Mapa de escritoras de Castilla y León de la asociación El Legado de las Mujeres. Desde 2021 es miembro del Seminario Permanente Claudio Rodríguez y miembro del Comité de Honor de la Cátedra Gonzalo Rojas.

## Poesía

### Libros yplaquettes
- Tratado sobre la geografía del desastre, México: Universidad Autónoma Metropolitana, 1997.
- La sola materia, Alicante: Aguaclara, 1998; III premio Tardor.[9][10]
- El ángel de la ira (plaquette), Zamora: Lucerna, 1999.
- Carnalidad del frío, Sevilla: Algaida, 2000; XVIII premio de poesía Ciudad de Badajoz.
- La ausente, Cáceres, Diputación/El Brocense, 2004.[11][12]
- Pasión vertical (plaquette), Barcelona: Cafè Central, 2007.
- Atavío y puñal, Zaragoza: Olifante, 2012.[13][14][15][16][17][18][19]
- Fiebre y compasión de los metales, prólogo de Juan Carlos Mestre, Madrid y México: Vaso Roto, 2016.[20][21][22][23][24][25][26][27]
- Diecisiete alfiles, prólogo de Erika Martínez, Madrid: Abada, 2019.[28][29][30]
- Interferencias, Madrid: La Bella Varsovia, 2019.[31][32][33][34]
- Mapas de la imaginación del pájaro, Colección Ejemplar Único, 2019.
- Incendio mineral, epílogo de Julieta Valero, Madrid y México: Vaso Roto, 2021; premio de la Crítica de poesía en castellano.[35][36][37][38][39][40][41][42][43]
- Comarca mínima, nota de Lola Nieto, ilustraciones de Patricio Hidalgo, Madrid: Cartonera del Escorpión Azul, 2022.
- Libro mediterráneo de los muertos, Valencia: Pre-textos, 2023; VI Premio Internacional Margarita Hierro (Fundación José Hierro). IV Premio Nacional de Poesía "Meléndez Valdés" (Ayuntamiento de Ribera del Fresno).[44] [45]

### Ensayo poético
- La belleza de la materia, León: Eolas, 2024.[46]

### Antologías y recopilaciones personales
- Libro del arrebato. Antología, Plasencia: Alcancía, 2005.
- Materia reservada. Antología, prólogo y selección de Luis Enrique Belmonte, Caracas: Fundación Editorial El perro y la rana, Publicaciones del Ministerio de Cultura de Venezuela, 2006; segunda edición, 2007.
- Catorce vidas. Poesía 1995-2009, prólogo de Eduardo Moga, Salamanca: Diputación de Salamanca, 2010.[47][48][49][50]
- Segunda mudanza. Antología, prólogo de Marco Antonio Campos y selección de Miguel Ángel Flores, México: Universidad Autónoma Metropolitana, 2012.
- Mecánica y pasión de los objetos, Quito: El Ángel Editor, 2013; junto a Viaje, de Natasha Salguero Bravo.
- Memorial de las ballenas, en Angélica Santa Olalla, María Ángeles Pérez López y Kenia Cano, Texturas poéticas. Rumor de Arcilla / Memoria de las ballenas / Perrillas y otros poemas (selección), Nueva York: Artepoética Press, 2014.
- Cicatrices de aire, Monterrey: Ediciones Caletita, 2014.
- Mordedura de tiempo, Bogotá: Universidad Externado de Colombia/El Malpensante, 2014.
- Mecanismo animal, Logroño: Ediciones del 4 de agosto de 2018.
- Verbos para el bosque, Lima: Colección Lima Lee y Primavera poética, 2020.
- Catorce vidas y una más. Poesía reunida, 1995-2012, prólogo ampliado de Eduardo Moga, epílogo de Edda Armas, Salamanca: Diputación de Salamanca, 2020.[51][52]
- Puñal y otras ventanas, edición de Inés-Mónica Sarmiento-Archer en conmemoración del 80 aniversario del fallecimiento de Miguel Hernández), Nueva York: Base Intercultural/Community of the two Americas, 2020.[53]
- Sublevación del árbol, Colección Las hojas del baobab, 2023.
- Antología de un mar incompleto, Colección Capitanas, Editorial Nautilus, 2023.[54]
- Grieta y plural del agua, contratapa de Hugo Mujica, Buenos Aires: El suri porfiado, 2023.[55]
- Canto rasgado y ciego de las aguas, Badajoz: Aula Literaria Jesús Delgado Valhondo, 2024.
- Piedra del desconcierto, Honduras: Festival Internacional de poesía Los Confines, 2024.
- Ciervos, Honduras: Chifurnia Libros, 2025.

### Antologías colectivas en las que aparece (sel.)
- Hundir el hocico en las heridas. Poesía 6 encuentros, edición de Miriam Sánchez Cuesta, prólogo de Anthony Leo Geist, Salamanca: Brujazul, 1995.
- Los ojos que vieron el siglo: nuestros abuelos, catálogo de exposición, Salamanca: Brujazul, 1998.
- Las palabras de paso. Poetas en Salamanca, 1976-2001, edición de Tomás Sánchez Santiago y José Luis Puerto, Salamanca: Amarú, 2001.
- Palabras frente al mar, edición de Ramón García Mateos, Cambrils (Tarragona): Trujal, 2003.
- 11-M: poemas contra el olvido, Madrid: Bartleby Editores, 2004.
- El Cielo de Salamanca / Plaza Mayor, coordinación de Orestes Bazo, Salamanca: Ayuntamiento de Salamanca, 2005.
- Pánica Segunda. Encuentro de poesía joven en el medio rural (PAN, Morille, julio de 2004), edición de Germán Labrador Méndez, Fabio Rodríguez de la Flor y Manuel Ambrosio Sánchez Sánchez, Salamanca: Delirio, 2006.
- La casa del poeta, compilación de Antonio Manilla y Román Piña, Palma de Mallorca: La Bolsa de Pipas, 2007.
- La mujer rota, compilación de Patricia Medina, Guadalajara (Jalisco): Literalia, 2008.
- 50 poetas contemporáneos de Castilla y León, ed. de Fernando Sabido Sánchez, Ponferrada: Hontanar, 2011.
- Arca de los afectos : escritores y artistas en homenaje al poeta Alfredo Pérez Alencart por su cincuenta aniversario, edición de Verónica Amat, Madrid: Verbum, 2012.
- Palabras para Ashraf, edición de Juan Luis Calbarro, Palma de Mallorca: Los Papeles de Brighton, 2016.
- Cardinales. Ocho poetas, edición de José Luis Morales, Madrid: Huerga & Fierro, 2017.
- Voix d’Espagne (XXe-XXIe siècles). Résonances contemporaines de la poésie espagnole: Poèmes, poétiques et critiques, edición de Laurence Breysse-Chanet y Laurie-Anne Laget, HispanismeS. Revue de la Societé des Hispanistes Françaises, número 13, Pessac: Universidad Michel de Montaigne / Bordeaux III, 2020.[56]
- Poemas para combatir el coronavirus, edición de Juan Luis Calbarro y Míriam Maeso, Alcobendas (Madrid): IES Ágora y Los Papeles de Brighton, 2021.
- Uno de nosotros. Miscelánea homenaje a Ramón García Mateos, edición de Juan López Carrillo, Alfredo Gavín y Germán García Martorell, Tarragona: Silva Editorial, 2021.
- La primera línea. Poesía iberoamericana, selección, prólogo y notas de Harold Alva, epílogo de Omar Aramayo, Lima: Summa, 2021.
- Desencuentros en el último círculo (anti/antología de poesía española contemporánea), coordinación de Joseba Buj, Ciudad de México: Universidad Iberoamericana, 2023.
- Mago Moga. Una forma de querer, edición de Moisés Galindo, Christian T. Arjona y Juan Luis Calbarro, Barcelona: Libros de Aldarán y Los Papeles de Brighton, 2024.

### Obra poética traducida
- Caderno de resina vermella, edición digital, traducción al gallego de Xavier Frías Conde, Alcorcón: Lastura, 2014.[57]
- Algebra dei giorni / Álgebra de los días, antología bilingüe, traducción al italiano de Emilio Coco, Rimini: Raffaelli, 2017.
- Jardin[e]s excedidos, antología bilingüe, traducción al portugués de Carlos d'Abreu, Carviçais: Lema d'Origem, 2018.
- Carnalidade do frio, traducción al portugués de Dartagnhan Rodrigues, coordinación de Ana Maria Haddad, Brasil: Tesseractum, 2021.
- Carnality of Cold / Carnalidad del frío, edición bilingüe, traducción al inglés de Kim Borchard, Nueva York: Nueva York Poetry Press, 2022. Mención de honor en International Latino Book Awards, 2023.
- Mineral Fire / Incendio mineral, edición bilingüe, traducción al inglés de Curtis Bauer y Keila Vall de la Ville, Estados Unidos: Broken Bowl Books, 2025.

## Publicaciones académicas

### Libros, prólogos, ediciones críticas y libros coordinados
- Vicente Huidobro, Mío Cid Campeador, presentación de María Ángeles Pérez López, México: Universidad Autónoma Metropolitana, 1997.
- Los signos infinitos. Un estudio narrativo de la obra de Vicente Huidobro, Lérida: Universitat de Lleida, 1998.
- Nicanor Parra, Páginas en blanco, selección y edición de Niall Binns con motivo del X Premio Reina Sofía de Poesía Iberoamericana, introducción de María Ángeles Pérez López, Salamanca: Universidad de Salamanca, 2001.
- La literatura iberoamericana en el 2000. Balances, perspectivas y prospectivas, coordinación de Carmen Ruiz Barrionuevo, Francisca Noguerol Jiménez, María Ángeles Pérez López, Eva Guerrero Guerrero y Ángela Romero Pérez, Salamanca: Universidad de Salamanca, 2003.
- Gonzalo Rojas, Latín y jazz, introducción y selección de María Ángeles Pérez López, Salamanca: CELYA, 2004.
- Juan Gelman, Oficio ardiente, edición e introducción de María Ángeles Pérez López con motivo del XIV Premio Reina Sofía de Poesía Iberoamericana, selección de María Ángeles Pérez López y Juan Gelman, Salamanca; Universidad de Salamanca, 2005.
- Juan Gelman: poesía y coraje, edición de María Ángeles Pérez López, Santa Cruz de Tenerife: La Página, 2005.
- Charo Ruano, Y ahora algunos pasos (de poema a poema), edición y selección de Mª Ángeles Pérez López, Salamanca: Diputación de Salamanca, 2009.
- Literatura más allá de la nación. De lo centrípeto y lo centrífugo en la narrativa hispanoamericana del siglo XXI, coordinación de Francisca Noguerol Jiménez, María Ángeles Pérez López, Ángel Esteban del Campo y Jesús Montoya Juárez, Madrid y Frankfurt am Main: Iberoamericana y Vervuert, 2011.
- Ernesto Cardenal, Hidrógeno enamorado, edición e introducción de María Ángeles Pérez López con motivo del XXI Premio Reina Sofía de Poesía Iberoamericana, selección de Ernesto Cardenal, Salamanca; Universidad de Salamanca, 2012.
- Julio Vélez, Materia y sombra. Poesía completa, prefacios de José Ramón Ripoll y Anthony L. Geist, edición de Julio Vélez Sainz y Mª Ángeles Pérez López, epílogo de Eduardo Galeano, Salamanca: Diputación de Salamanca, 2012.
- Letras y bytes: escrituras y nuevas tecnologías, edición de Francisca Noguerol, Mª Ángeles Pérez López y Vega Sánchez Aparicio, Kassel: Reichenberger, 2015.
- Máximo Hernández, Entre el barro y la nieve. Poesía reunida, edición de Juan Luis Calbarro, textos de Ángel Fernández Benéitez, Eduardo Moga, María Ángeles Pérez López, Juan Manuel Rodríguez Tobal, Tomás Sánchez Santiago y Juan Luis Calbarro, Palma: Los Papeles de Brighton, 2016.
- Julia Uceda, Poemas de Cherry Lane, 2.º ed. (1ª ed. Madrid: Ágora, 1968), prólogo de María Ángeles Pérez López, Madrid: Tigres de Papel, 2017.
- Francisca Aguirre, Ensayo general. Poesía reunida, 1966-2017, prólogo de María Ángeles Pérez López, Barcelona: Calambur, 2018.
- Ernesto Cardenal, Poesía completa, edición y estudio preliminar de María Ángeles Pérez López, Madrid: Trotta, 2019.[58]
- Vicente Huidobro y Hans Arp, Tres inmensas novelas, prólogo de María Ángeles Pérez López, Barcelona: RIL, 2021.
- El cuerpo hendido. Poéticas de la m/p/aternidad, coordinación de Rei Berroa y María Ángeles Pérez López, Monterrey: Universidad Autónoma de Nuevo León, 2020.[59]
- Teresa Wilms Montt, Obras completas, edición y estudio preliminar de María Ángeles Pérez López y Mayte Martín Ramiro, Sevilla: Renacimiento, 2023.
- Elvira Hernández, «La Bandera de Chile es extranjera en su propio país». Estudios sobre la poesía civil / insurrecta de Elvira Hernández, edición de Luis Correa-Díaz y como editoras invitadas, María Ángeles Pérez López y Biviana Hernández Ojeda, Kassel: Reichenberger, 2025.

### Libros colectivos en los que ha participado (sel.)
- Proyección histórica de España en sus tres culturas, Castilla y León, América y el Mediterráneo. Actas del Congreso celebrado en Medina del Campo en 1991, coordinación de Eufemio Lorenzo Sanz, Valladolid: Junta de Castilla y León, 1993.
- Actas del XXIX congreso del Instituto Internacional de Literatura Iberoamericana, Barcelona 15-19 de junio de 1992, coordinación de Joaquín Marco, Barcelona: Promociones y Publicaciones Universitarias, 1994.
- La modernidad literaria en España e Hispanoamérica. Actas del I Simposio Internacional de la Modernidad Literaria, en homenaje a Julio Vélez Noguera, Salamanca: Universidad de Salamanca, 1995.
- Amor y Erotismo en la Literatura. Congreso Internacional Amor y Erotismo en la Literatura, edición de Vicente González Martín, Salamanca: Caja Duero, 1999.
- Novela y ensayo. Actas del VIII Simposio Internacional sobre Narrativa Hispánica Contemporánea (8º. 2000. Puerto de Santa María), Cádiz: Fundación Luis Goytisolo, 2001.
- La isla posible. III Congreso de la Asociación Española de Estudios Literarios Hispanoamericanos, coordinación de Carmen Alemany Bay et alii, Alicante: Universitat d'Alacant y Asociación Española de Estudios Literarios Hispanoamericanos, 2001.
- Mario Benedetti et alii, Homenaje a Mario Benedetti, Alicante: Universitat d'Alacant, 2001.
- Literatura y música popular en Hispanoamérica. IV Congreso de la Asociación Española de Estudios Literarios Hispanoamericanos, coordinación de Ángel Esteban del Campo et alii, Granada: Método, 2002.
- Actas del congreso internacional de la Asociación Coreana de Hispanistas (28 al 30 de junio de 2002), coordinación de María Ángeles Álvarez Martínez y María Soledad Villarrubia Zúñiga, Alcalá de Henares: Universidad de Alcalá, 2003.
- Escritos disconformes: nuevos modelos de lectura, coordinación de Francisca Noguerol Jiménez, Salamanca: Universidad de Salamanca, 2004.
- Praestans labore Victor: homenaje al profesor Víctor García de La Concha, coordinación de Javier San José Lera, Salamanca: Universidad de Salamanca, 2005.
- La literatura hispanoamericana con los cinco sentidos, coordinación de Eva Valcárcel, La Coruña: Universidade da Coruña, 2005.
- Utopías americanas del Quijote, edición de José Carlos González Boixo, Valladolid: Instituto Castellano y Leonés de la Lengua, 2007.
- Mulheres más: percepção e representações da mulher transgressora no mundo luso-hispânico, vol. 3, coordinación de Ana María da Costa Toscano, Oporto: Universidade Fernando Pessoa, 2007.
- Inventario de Jesús Hilario Tundidor. Las voces y los libros, coordinación de José María Balcells, Burgos: Fundación Instituto Castellano y Leonés de la Lengua, 2008.
- Historia de la literatura hispanoamericana, vol. 3: Siglo XX, coordinación de Trinidad Barrera López, Madrid: Cátedra, 2008.
- Viajeros, diplomáticos y exiliados. Escritores hispanoamericanos en España (1914-1939), coordinación de Carmen de Mora Valcárcel y Alfonso García Morales, Nueva York: Peter Lang, 2012.
- Juan Gelman. Poética y gramatica contra el olvido, coordinación de Aníbal Salazar Anglada, Sevilla: Universidad de Sevilla, 2012.
- A través de la vanguardia hispanoamericana: orígenes, desarrollos, transformaciones", coordinación de Manuel Fuentes Vázquez y Paco Tovar, Tarragona: Universidad Rovira i Virgili, 2014.
- En pie de prosa: la otra vanguardia hispánica, edición de Selena Millares, Madrid y Frankfurt, España: Iberoamericana/Vervuert, 2014.
- Casa en que nunca he sido extraña. Las poetas hispanoamericanas: identidades, feminismos, poéticas (Siglos XIX-XXI), edición de Milena Rodríguez Gutiérrez, Nueva York: Peter Lang, 2017.
- Roberto Bolaño, estrella distante, coordinación de Juan Antonio González Fuentes y Dámaso López García, Sevilla: Renacimiento, 2017.
- Memoria, verdad y belleza. El universo poético de Antonio Colinas, edición de María Sánchez Pérez, Salamanca: Universidad de Salamanca, 2018.
- (Des)localizados. Textualidades en el espacio-tiempo , edición de Amalia Iglesias Serna, Salamanca: Universidad de Salamanca, 2021.

## Premios y reconocimientos
- III Premio Tardor por La sola materia (Castellón, 1998).
- XVIII Premio Ciudad de Badajoz por Carnalidad del frío (1999).
- Premio Sarmiento de Poesía (Valladolid, 2005 y 2017).
- Premio de la Asociación Cultural Tierno Galván en el apartado de Cultura (Santa Marta de Tormes, 2014).
- Premio de la Crítica de poesía castellana por Incendio mineral (2022).
- En 2022 resultó ganadora del Premio Internacional de Poesía Margarita Hierro/ Fundación Centro de Poesía José Hierro, por Libro mediterráneo de los muertos.[60]
- En 2023 Carnality of Cold recibió la Mención de honor en International Latino Book Awards.
- En 2024 obtuvo el IV Premio Nacional de Poesía "Meléndez Valdés", por Libro mediterráneo de los muertos.